# Rottemeren
De Rottemeren is een stelsel van verbredingen van de rivier de Rotte, in de Nederlandse provincie Zuid-Holland. De Rottemeren zijn gelegen tussen de A12 in het noorden, Bleiswijk in het westen, Zevenhuizen in het oosten en Oud Verlaat in het zuiden. Ze liggen op de grens van de gemeenten Lansingerland en Zuidplas. 
De Rottemeren zijn ontstaan toen na de drooglegging van de omliggende polders dit water als hoge boezem ging functioneren. Door inklinking en vervening van het gebied liggen de Rotte en de Rottemeren een stuk hoger dan de polders. Aan de oostzijde van de Rottemeren staat een molenviergang die tot 1952 de afwatering van de polders ten oosten van de Rottemeren verzorgde.
Rond de Rottemeren is een recreatiegebied met een omvang van 900 hectare aangelegd. Het omvat de recreatieterreinen Bleiswijkse Zoom bij Bleiswijk, Hoge Bergse Bos en Lage Bergse Bos tussen Rotterdam en Bergschenhoek, de Zevenhuizerplas, de Zevenhuizer Zoom en het Nessebos bij Zevenhuizen. In het noorden sluit het gebied aan op het Bentwoud.
De naam Rottemeren komt sedert 1968 op de topografische kaarten van thans het Kadaster voor. Tot die tijd heetten de meren, al vanaf de 17e eeuw: Bleiswijksche Me(e)ren.